# Greet Hofmans
Margaretha (Greet) Hofmans (Amsterdam, 23 juni 1894 – aldaar, 16 november 1968) was een Nederlandse alternatieve genezeres en handoplegster. Ze was negen jaar lang een vriendin en adviseur van koningin Juliana der Nederlanden en verbleef daarbij vaak op Paleis Soestdijk. Haar aanwezigheid aan het hof leidde tot een constitutionele crisis in het koningshuis die bekendstaat als de "Greet Hofmans-affaire".

## Levensloop
Margaretha Hofmans werd in Amsterdam geboren als dochter van een sportleraar. Zij was, net als koningin Juliana, een groot bewonderaar van Jiddu Krishnamurti, die in zijn kamp in Ommen vanaf 1924 tot 1930 bijeenkomsten hield. Greet Hofmans was daar een trouwe bezoekster. In Amsterdam, maar later ook in Hattem, waar ze woonde op het landgoed Molecaten, bewoond door baron Walraven van Heeckeren van Molecaten, organiseerde ze in cafés bijeenkomsten waar ze haar "doorgevingen" en "aangolvingen" kreeg en "de lijdende mens aan God opdroeg".

## De "Greet Hofmans-affaire"
Greet Hofmans werd op initiatief van prins-gemaal Bernhard van Lippe-Biesterfeld door koningin Juliana in 1948 ingeschakeld om de ongeneeslijke oogziekte van prinses Marijke (de latere prinses Christina) te behandelen. Deze ziekte was ontstaan doordat haar moeder besmet was met rodehond tijdens de zwangerschap. Afgezien van het feit dat Juliana wanhopig op zoek was naar hulp voor haar jongste kind, voelde zij zich eenzaam in de vervulling van haar nieuwe taak als koningin. Met Greet Hofmans was er bij de eerste kennismaking meteen een grote verbondenheid met haar spirituele gedachtegoed.
De invloed van Hofmans aan het Hof beperkte zich aanvankelijk tot gesprekken tussen de koningin en de gebedsgenezeres, daarin werden adviezen gedaan die een zeer huiselijk karakter hadden. In de zomer van 1951 breidde Hofmans haar invloed uit met het mede-organiseren van de zogenaamde Oude Loo-conferenties, bijeenkomsten op het Oude Loo waar deelnemers met elkaar spraken over oecumenisch religieuze onderwerpen. Vele genodigden luisterden naar speeches van binnenlandse en buitenlandse relevante sprekers, en debatteerden met elkaar over de totstandkoming van een universele religie. Juliana raakte steeds meer onder de indruk van de bijbehorende pacifistische ideeën en bracht deze ook in toenemende mate naar buiten. Hofmans was daar beschikbaar voor consulten maar speelde in de internationale debatten geen rol aangezien ze de Engelse taal niet machtig was.
Behalve door haar occultisme werd de aanwezigheid van Hofmans aan het hof ook bedenkelijk geacht doordat zij met haar pacifistische ideeën invloed zou krijgen op de koningin. Daardoor ontstond een crisis in het koninklijk gezin omdat prins Bernhard in deze periode van de Koude Oorlog juist, in overeenstemming met de visie van de Amerikaanse regering, een sterke bewapening en een sterke, met de Verenigde Staten verbonden NAVO-politiek voorstond.
Op 13 juni 1956 verscheen in het Duitse tijdschrift Der Spiegel een artikel met de titel Zwischen Königin und Rasputin. Daarna volgden veel meer publicaties in de buitenlandse pers. Naar hij zelf in een postuum verschenen interview toegaf was prins Bernhard de informant van het weekblad, waarmee hij probeerde te bereiken dat deze publicatie zou leiden tot het stopzetten van alle contacten met Hofmans, die hij al in 1950 uit paleis Soestdijk had laten verwijderen. Ook wenste hij de verwijdering van een aantal hofdignitarissen die sterke banden met haar hadden.
Het kabinet-Drees voerde een importverbod in van het betreffende nummer van Der Spiegel. Vervolgens stelde het kabinet op 28 juni 1956 een onderzoekscommissie in, de commissie-Beel, bestaande uit oud-ministers Beel en Gerbrandy, en de laatste gouverneur-generaal van Nederlands-Indië, Jonkheer A.W.L. Tjarda van Starkenborgh Stachouwer. Na dit onderzoek werden de contacten van Greet Hofmans met het hof beëindigd. Tevens werd de hofhouding gereorganiseerd.
Door de geheimzinnigheid van officiële zijde en de zelfcensuur van de Nederlandse pers is de Greet Hofmans-affaire een eigen leven gaan leiden. Sommigen zijn van mening dat de affaire in feite een maskering was van een dreigende echtscheiding van het koninklijk paar. Door de publicatie (november 2008) van Fasseur (Juliana & Bernhard, Verhaal van een huwelijk 1936-1956) die het Koninklijk Huisarchief als bron mocht gebruiken, is gebleken dat het conflict waarschijnlijk escaleerde door het dreigen met echtscheiding door Juliana.
Hoe hoog de affaire opliep, blijkt ook uit het feit dat twee leden van de voormalige Binnenlandse Strijdkrachten, H. Tromp en M.J. Schutte, eind oktober 1956 in een brief aan prinses Wilhelmina een gewelddadige oplossing suggereerden. Hofmans en koningin Juliana’s privésecretaris Walraven van Heeckeren werden door middel van een anonieme dreigbrief, ondertekend door een "Comité van Actie", met "liquidatie" bedreigd als zij zich niet vrijwillig uit Juliana’s omgeving zouden terugtrekken. Tevens werden bij Walraven van Heeckeren en anderen handgranaten achtergelaten.
Naar aanleiding van het verschijnen van deze studie wist oud-journalist Friso Endt, die van 1945 tot 1972 redacteur bij Het Parool was en in 1956 een rol speelde bij de publiciteit rond deze affaire, het volgende te melden:
Tijdens de Hofmans-affaire deed het verhaal de ronde dat CIA-chef Allen Dulles naar Soestdijk was gereisd om door de prins te worden gewaarschuwd voor het communistische gevaar dat de gebedsgenezeres zou vormen. Bernhard geloofde dat laatste, hoewel het een verzinsel was. Hofmans was geen agent van Moskou. Toen ik Bernhard jaren later, halverwege de jaren zestig, na een gesprek over de aanstaande echtgenoot van zijn dochter Beatrix, vroeg naar dat CIA-verhaal, zei hij: „Daar kan ik mij niet over uitlaten.” „U zegt niet dat het niet waar is”, zei ik. „Ach, daar kan ik mij echt niet over uitlaten”, was het herhaalde antwoord. Geen bevestiging, maar ook geen ontkenning.

## Vervolg
In 2004 waren de resultaten van het onderzoek van Beel naar de affaire nog geheim. Op 7 februari van dat jaar schreef prins Bernhard in een open brief aan de Volkskrant hier het volgende over:
Ten aanzien van de zogenaamde Hofmanszaak roep ik in herinnering dat de Commissie Beel hiernaar in 1956 een uitputtend onderzoek heeft ingesteld. Het rapport van deze commissie is om formele redenen nog niet openbaar, daarom volsta ik er hier mee mijn vertrouwen uit te spreken dat de openbaarmaking te zijner tijd de rol van alle betrokkenen in deze gecompliceerde aangelegenheid in het juiste daglicht zal stellen.
Koningin Beatrix heeft in augustus 2005 de historicus Cees Fasseur toestemming gegeven de archieven omtrent de Hofmans-zaak, die zich in het Koninklijk Huisarchief bevinden, te raadplegen en zijn bevindingen op papier te zetten. Tweede Kamerlid Ella Kalsbeek (PvdA) diende in december 2004 een motie in, waarin gesteld werd dat het Koninklijk Huisarchief een particulier archief is, waarop de Archiefwet van toepassing zou moeten zijn. Zij stelde daarom voor alle stukken die (mede) betrekking hebben op de uitoefening van de functie van het staatshoofd over te brengen naar het Nationaal Archief. De motie werd op 25 januari 2005 aangenomen. Historicus Giebels stapte naar de Raad van State om inzage te krijgen in de stukken, maar dat college oordeelde dat de stukken uit het privéarchief van het Koninklijk Huis niet openbaar gemaakt hoeven te worden.
Op 11 november 2008 werd het Rapport van de commissie-Beel openbaar gemaakt als bijlage bij het boek Juliana & Bernhard van Cees Fasseur. De primeur voor Fasseur riep verbazing en wrevel op bij een collega-historicus zoals Lambert Giebels, die een biografie schreef over oud-premier Beel. Giebels: "Het is een merkwaardige kwestie van gunnen. Het archief van het Koninklijk Huis is een privéarchief. Koningin Beatrix heeft vertrouwen gekregen in Cees Fasseur nadat hij de biografie over Wilhelmina schreef. Ze kennen elkaar al jaren. Zij heeft hem exclusieve toegang gegund."

## Verdere levensloop
Na haar periode aan het hof hield Greet Hofmans 'praktijk' op verschillende plekken in Baarn en in Amsterdam, onder meer in de Bosboom Toussaintstraat.

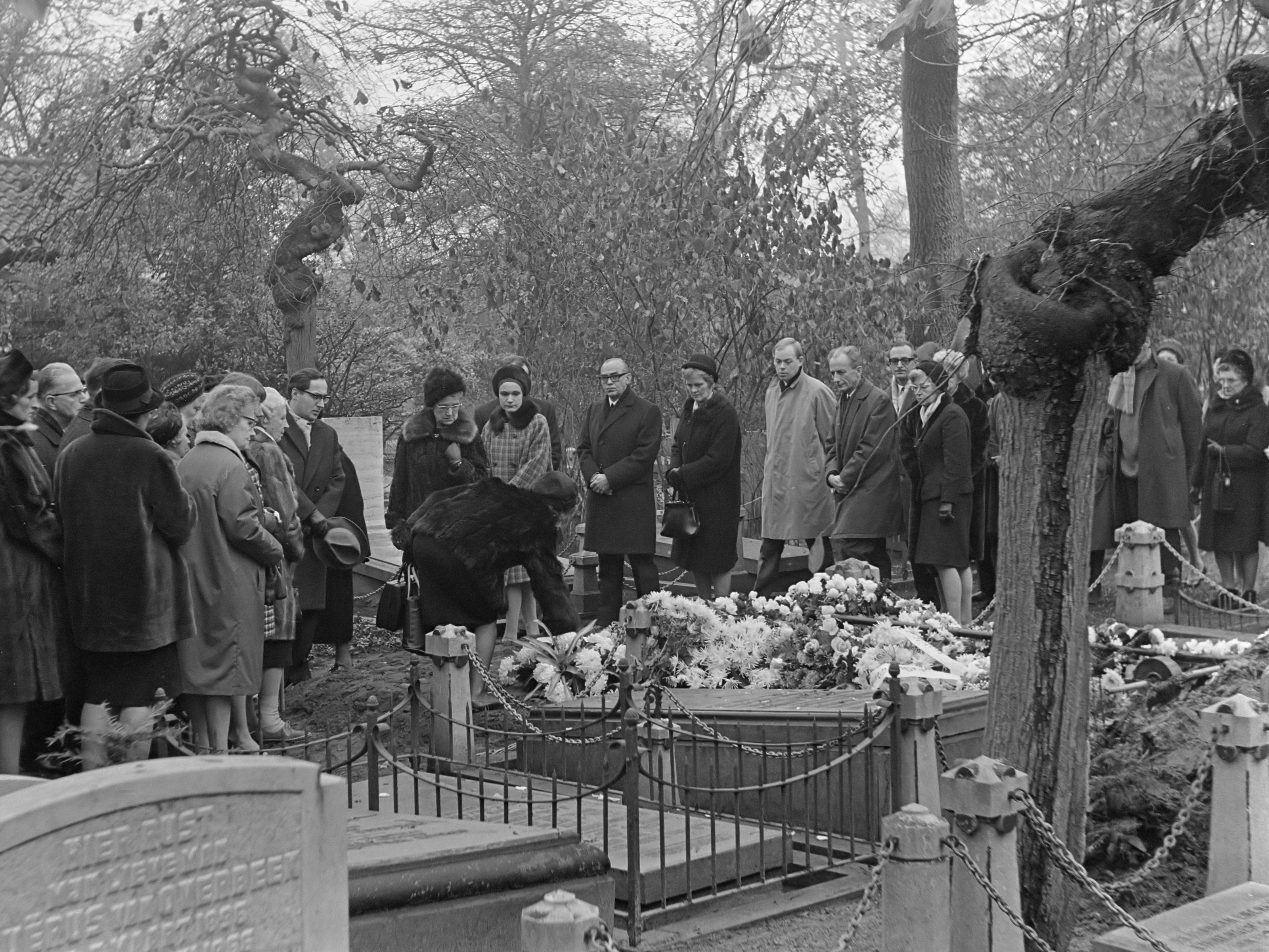
De begrafenis van Greet Hofmans (1968)

Ook ging Greet Hofmans tot 1967 door met zogenoemde 'Open Veld'-bijeenkomsten. Zij hield tot aan haar dood bewonderaars uit de hogere kringen, die in haar de verpersoonlijking van het ideale leven zagen: sober, vreedzaam, onbaatzuchtig en gericht op de medemens. Anderen zagen in haar echter een charlatan, een intrigant, een gevaarlijke toverkol of op zijn gunstigst een wereldvreemde figuur. Greet Hofmans staat op de 14e plaats van de top twintig van kwakzalvers uit de twintigste eeuw, uitgebracht door de Vereniging tegen de Kwakzalverij. Zij overleed aan de gevolgen van kanker en is begraven op de Amsterdamse begraafplaats Zorgvlied.

## Nieuwe inzichten
Een in 2025 verschenen biografie over Greet Hofmans plaatst Hofmans’ rol aan het hof in een ander daglicht. Het beeld dat Hofmans een Raspoutin was, is vooral door prins Bernhard gecreëerd. Hij wilde Hofmans  weg hebben van het Hof, omdat hij in haar door haar invloed op Juliana én Wilhelmina een bedreiging zag voor zijn vrijgevochten leven. Waar lange tijd werd gedacht dat zij een splijtzwam was die Juliana tegen haar omgeving opzette, lijkt het er volgens de historicus Han van Bree eerder op dat ze steun bood in een periode van onzekerheid. „Hofmans was iemand die mensen voortdurend zei dat het goed kwam; dat ze vertrouwen moesten hebben in zichzelf. Dat zal ze ongetwijfeld ook bij Juliana hebben gedaan. Eigenlijk heeft zij gedaan wat Bernhard had moeten doen”, concludeert de historicus.

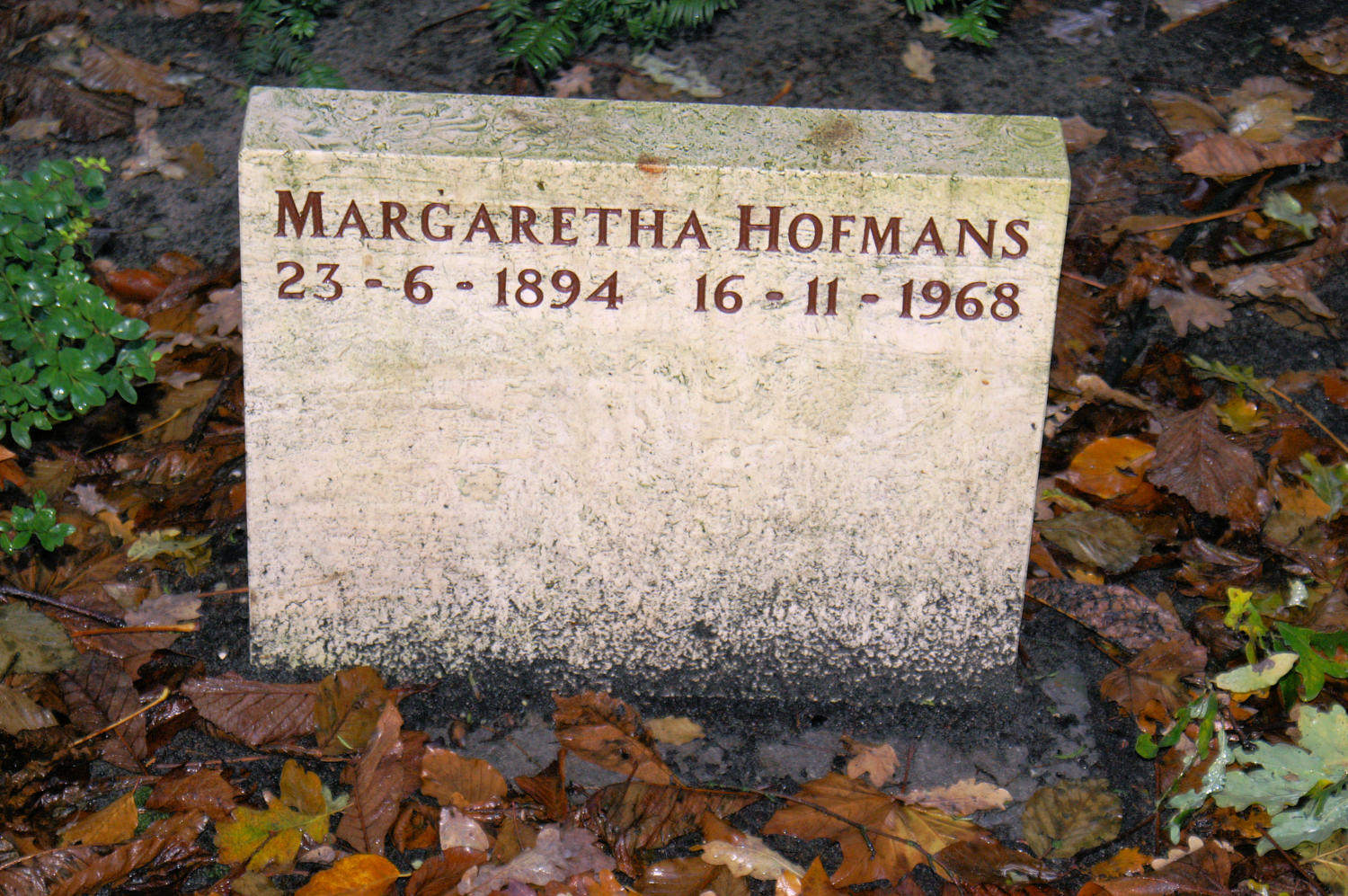
Grafsteen Greet Hofmans